# 本覚讃
本覚讃（ほんがくさん）は、本覚思想を要約した56文字の偈である。
妙法蓮華三昧秘密三昧耶経の冒頭の偈から抜粋し作られた。本覚思想を要約したものなので、天台宗の勤行で唱えられる。また、修験道でも般若心経や真言、不動経など並んで修行時によく唱えられる。真言宗醍醐派の当山方の勤行でも唱えるほか、高野山真言宗でも金剛峰寺奥の院の御廟橋を渡る際に唱える。
本覚讃の解釈本として、良源著と伝わる「本覚讃 註本覚讃」や源信著と伝わる「本覚讃釈」がある。

## 全文
天台宗の公式サイトによれば、以下の通り。
帰命本覚心法身（きみょうほんがくしんぽっしん）
常住妙法心蓮台（じょうじゅうみょうほうしんれんだい）
本来具足三身徳（ほんらいぐそくさんじんとく）
三十七尊住心城（さんじゅうしちそんじゅうしんじょう）
普門塵数諸三昧（ふもんじんじゅしょさんまい）
遠離因果法然具（おんりいんがほうねんぐ）
無辺徳海本円満（むへんとくかいほんえんまん）

還我頂礼心諸仏（げんがちょうらいしんしょぶつ）